# جون مكابي
جون مكابي (بالإنجليزية: John McCabe)‏ هو مدرس وناقد سينمائي وكاتب أمريكي، ولد في 14 نوفمبر 1920 في ديترويت في الولايات المتحدة، وتوفي في 27 سبتمبر 2005 في ميشيغان في الولايات المتحدة.

## وصلات خارجية
- جون مكابي على موقع IMDb (الإنجليزية)